# Remetschwil
Remetschwil (schweizerdeutsch: [ˌrɛmətʃˈʋiːl]) ist eine Einwohnergemeinde im Schweizer Kanton Aargau. Sie gehört zum Bezirk Baden und liegt zwischen Baden und dem Mutschellen, oberhalb des Reusstals.
Sie ist nicht zu verwechseln mit der homophonen Ortschaft Remetschwiel im Landkreis Waldshut des deutschen Bundeslandes Baden-Württemberg.

## Geographie
Remetschwil liegt am gleichmässig abfallenden Südwesthang des Rohrdorferbergs. Diese Erhebung bildet einen Teil der Heitersberg-Hügelkette, die das Reusstal vom weiter östlich gelegenen Limmattal trennt. Der westliche Teil des Gemeindegebiets besteht aus Niederterrassenschotter, der während der Würm-Kaltzeit durch den Reussgletscher abgelagert wurde. Weiter hangaufwärts ist älterer Deckenschotter aus der Riss-Kaltzeit (vor 150'000 bis 200'000 Jahren) zu finden. Die Zwischenzonen sind zum Teil mit Schwemmlehm aufgefüllt.
Einen Kilometer westlich von Remetschwil liegt, durch ein tief eingeschnittenes Tobel getrennt, der Ortsteil Busslingen (410 m ü. M.). Der Ort befindet sich auf einem Schwemmkegel aus abgeschwemmtem Schotter; in dessen Nähe ist ein Aufschluss der oberen Meeresmolasse zu finden. Die Bebauung von Busslingen ist mit jener der Nachbargemeinde Stetten zusammengewachsen. Oberhalb von Remetschwil, etwa einen Kilometer östlich auf 660 m ü. M., liegt der Weiler Sennhof.
Die Fläche des Gemeindegebiets beträgt 388 Hektaren, davon sind 89 Hektaren mit Wald bedeckt und 80 Hektaren überbaut. Der höchste Punkt liegt auf 695 Metern an der südöstlichen Gemeindegrenze, der tiefste auf 405 Metern bei Busslingen. Nachbargemeinden sind Niederrohrdorf und Oberrohrdorf im Norden, Spreitenbach im Osten, Bellikon und Künten im Süden sowie Stetten im Westen.

## Geschichte
Archäologische Funde aus prähistorischer Zeit sind am Rohrdorferberg relativ selten, die ältesten auf dem Gemeindegebiet reichen in die Hallstattzeit vor etwa 2800 Jahren zurück. Aus verschiedenen Funden in Nachbargemeinden kann jedoch geschlossen werden, dass die Gegend während der frühen Mittelsteinzeit vor etwa 11'500 Jahren besiedelt gewesen sein könnte. 1948 wurde im Gebiet Grosshau das Grab eines helvetischen Mannes aus dem 1. Jahrhundert n. Chr. entdeckt, also aus der Anfangszeit der römischen Besatzung. 1955 kam nahe der Strasse von Busslingen nach Stetten Keramik der im nahe gelegenen Lager Vindonissa stationierten Legio XXI Rapax zum Vorschein. Die Kantonsarchäologie Aargau vermutet deshalb in diesem Bereich einen Gutshof. Gemäss der Ortsnamenskunde dürfte Busslingen zwischen dem 6. und 8. Jahrhundert von den Alamannen besiedelt worden sein, Remetschwil zwischen dem 8. und 11. Jahrhundert. Der Sennhof geht auf eine hochmittelalterliche Rodung im 11. oder 12. Jahrhundert zurück. Die erste urkundliche Erwähnung von Reimiswilare erfolgte 1184 in einem Urbar des Klosters Engelberg. Der Ortsname stammt vom althochdeutschen Reinmareswilari und bedeutet «Hofsiedlung des Reinmar».
Im 11. und frühen 12. Jahrhundert übten vermutlich die Freiherren von Sellenbüren die Herrschaft am Rohrdorferberg aus. Später gelangte das Gebiet unter die Kontrolle der Habsburger, die hier auch über ansehnlichen Eigenbesitz verfügten und nach 1259 von der Fürstabtei Murbach das Kirchenpatronat der Kirche Rohrdorf übernahmen, zu deren Pfarrei Remetschwil gehörte. Die Habsburger sicherten sich im Jahr 1273 nach dem Erlöschen des mit ihnen konkurrierenden Geschlechts der Grafen von Kyburg die Landesherrschaft. Ministeriale übernahmen in ihrem Auftrag Verwaltungsaufgaben, zunächst die Herren von Rüssegg, ab 1344 die Herren von Hünenberg. In der ersten Hälfte des 14. Jahrhunderts bildete sich das Amt Rohrdorf heraus, das mit dem Gebiet der Pfarrei weitgehend übereinstimmte. Bedeutendste Grundbesitzer in Remetschwil waren die Klöster Wettingen und Oetenbach, während in Busslingen das Kloster Muri tonangebend war. 1413 verkaufte Herzog Friedrich IV. den Rohrdorfer Kirchensatz an das Agnesspital in Baden.
Im April und Mai 1415 eroberten die Eidgenossen den Aargau mit dem Amt Rohrdorf von den Habsburgern. Remetschwil war nun Teil der Grafschaft Baden, einer gemeinen Herrschaft. Der alle zwei Jahre wechselnde, in Baden residierende eidgenössische Landvogt übte die Landesherrschaft und die Blutgerichtsbarkeit aus. In Busslingen war er zusätzlich im Besitz der niederen Gerichtsbarkeit, während in Remetschwil das Kloster Oetenbach diese Aufgabe innehatte. Die Offnung, die das Verhältnis zwischen Niedergerichtsherr und Dorfbevölkerung regelte, reicht bis 1475 zurück und ist in einer Fassung von 1645 erhalten geblieben. Unter der Führung von Pfarrer Heinrich Buchmann, dem Bruder von Theodor Bibliander, trat die Pfarrei Rohrdorf im Jahr 1529 zur Reformation über. Zwei Jahre später, nachdem die reformierten Orte im Zweiten Kappelerkrieg unterlegen waren, musste die Bevölkerung wieder die katholische Konfession annehmen. Gegen Ende des Bauernkrieges von 1653 war der Rohrdorferberg Aufmarschgebiet der Zürcher Truppen auf dem Weg zur Entscheidungsschlacht bei Wohlenschwil. Während des Zweiten Villmergerkriegs von 1712 besetzten die katholischen Innerschweizer Orte am 12. Mai den Hügelzug zwischen Reuss- und Limmattal. Wiederholt kam es zu Raubzügen; unter anderem überfielen Bewohner des Rohrdorferbergs die Mühle von Spreitenbach. Rund 5'000 Zürcher rückten am 21. Mai gegen Mellingen vor. Während Ober- und Niederrohrdorf von den Truppen schwer geplündert wurden, blieb Remetschwil verschont, da die Stadt Zürich als Rechtsnachfolgerin des aufgelösten Klosters Oetenbach Inhaberin der dortigen Niedergerichtsbarkeit war.
Die alte Herrschaftsordnung brach 1798 mit dem Franzoseneinfall und der Ausrufung der Helvetischen Republik zusammen. Gegen die neue revolutionäre Ordnung leisteten etliche Bewohner des Rohrdorferbergs Widerstand, den die französischen Truppen jedoch im Gefecht bei Hägglingen niederschlugen. Im neuen Einheitsstaat war Remetschwil eine Munizipalität im Distrikt Bremgarten des kurzlebigen Kantons Baden. Mit der Mediationsverfassung von 1803 entstand der neue Kanton Aargau, und Busslingen gehörte vorübergehend zur Gemeinde Oberrohrdorf. 1805 vereinigten sich Busslingen, Niederrohrdorf, Oberrohrdorf, Remetschwil und Staretschwil zur Gemeinde Rohrdorf, wobei die fünf Gemeindeteile je einen Vertreter im Gemeinderat stellten. Wie es zu diesem Zusammenschluss kam, ist unklar, da die Quellen den Ablauf nicht detailliert darstellen. Treibende Kräfte waren Bezirksamtmann Johann Ludwig Baldinger und Friedensrichter Johann Vogler, die vermutlich einige Entscheide selbstherrlich gefällt und sich über das demokratische Mitbestimmungsrecht hinweggesetzt hatten.

Luftansicht (1952)

Die Gemeinde Rohrdorf war strukturschwach. Das Leben war fast ausschliesslich auf die Landwirtschaft ausgerichtet, die wenigen Gewerbebetriebe dienten den lokalen Bedürfnissen. Die Ablösung der Feudallasten zog sich über Jahrzehnte hin. Aufgrund von Armut und Hungersnöten kam es nach 1816 («Jahr ohne Sommer») und erneut in den 1840er Jahren zu Auswanderungswellen. Einen weiteren Bevölkerungsschwund gab es Ende des 19. Jahrhunderts. Wiederholt gab es Bemühungen der zum Teil autonomen Dorfgemeinschaften, die Grossgemeinde wieder zu trennen, da die Zusammenarbeit in organisatorischen und finanziellen Belangen nicht reibungslos funktionierte. Entsprechende Gesuche lehnte die Kantonsregierung in den Jahren 1813, 1816, 1832, 1842, 1850 und 1853 ab. Sämtliche Gesuche gingen von Remetschwil aus, während Staretschwil und Busslingen diese meist nicht unterstützten. Schliesslich forderte der Grosse Rat die Regierung auf, die Trennung durchzuführen. 1854 wurde Rohrdorf in die drei Gemeinden Niederrohrdorf (mit Holzrüti und Vogelrüti), Oberrohrdorf (mit Staretschwil) und Remetschwil (mit Busslingen) getrennt. Bis 1912 besass Busslingen eine eigenständige Ortsbürgergemeinde.
Ab Mitte des 19. Jahrhunderts diversifizierte sich die Wirtschaft allmählich. Es begannen sich Gewerbebetriebe anzusiedeln, die über den rein lokalen Markt hinaus produzierten. Die Mechanisierung der Landwirtschaft machte eine Zusammenlegung der vielen kleinen Parzellen notwendig, um sie rationeller bewirtschaften zu können. Die dazu notwendige Güterregulierung liess bis 1941 auf sich warten. 1897 begann auf genossenschaftlicher Basis der Bau eines Wasserversorgungsnetzes, 1911 erfolgte der Anschluss ans Stromnetz. Zu Beginn des Zweiten Weltkriegs baute die Schweizer Armee die Limmatstellung aus, zu der auch ein komplexes System von Festungsanlagen auf dem Heitersberg-Hügelzug gehörte; im Unterried bei Busslingen entstand eine Artilleriestellung. Mit der Réduitstrategie verlor die Limmatstellung im Sommer 1940 ihre Bedeutung, und die im Dorf zahlreich einquartierten Truppen wurden abgezogen. Der Plan Wahlen erforderte eine markante Vergrösserung der Anbaufläche. Ab Herbst 1940 war auf dem Sennhof eine Kompanie internierter polnischer Soldaten einquartiert.
Nachdem die Einwohnerzahl jahrzehntelang stagniert hatte, begann sie ab den 1960er Jahren aufgrund des Siedlungsdrucks in den Zentren Baden und Zürich allmählich anzusteigen. 1967 wurde ein Zonenplan verabschiedet, um die Bautätigkeit in geordnete Bahnen zu lenken. Bei den Neubauten handelte es sich fast ausschliesslich um Einfamilienhäuser an Hanglage. Weitaus am stärksten war das Wachstum während des Baubooms der 1990er Jahre, als die Einwohnerzahl um mehr als 50 % zunahm. Die Siedlungsflächen von Busslingen und Stetten wuchsen zusammen, während der Sennhof weiterhin ländlich geprägt blieb.

## Wappen
Die Blasonierung des Gemeindewappens lautet: «Geteilt von Gelb mit schreitendem rotem, rücksehenden Rehbock und von Rot mit gelbem Reichsapfel.» Das Wappen wurde 1854 nach der Auflösung der Gemeinde Rohrdorf geschaffen.

## Bevölkerung
Die Einwohnerzahlen entwickelten sich wie folgt:
| Jahr      | 1780 | 1860 | 1900 | 1930 | 1950 | 1960 | 1970 | 1980 | 1990 | 2000 | 2010 | 2020 |
| Einwohner | 221  | 575  | 482  | 489  | 490  | 469  | 629  | 796  | 1168 | 1759 | 2017 | 2023 |

Am 31. Dezember 2023 lebten 2113 Menschen in Remetschwil, der Ausländeranteil betrug 15,8 %. Bei der Volkszählung 2015 bezeichneten sich 39,0 % als römisch-katholisch und 25,0 % als reformiert; 36,0 % waren konfessionslos oder gehörten anderen Glaubensrichtungen an. 93,8 % gaben bei der Volkszählung 2000 Deutsch als ihre Hauptsprache an, 1,4 % Italienisch, 0,9 % Albanisch, 0,8 % Englisch sowie je 0,6 % Französisch und Spanisch.

## Politik und Recht

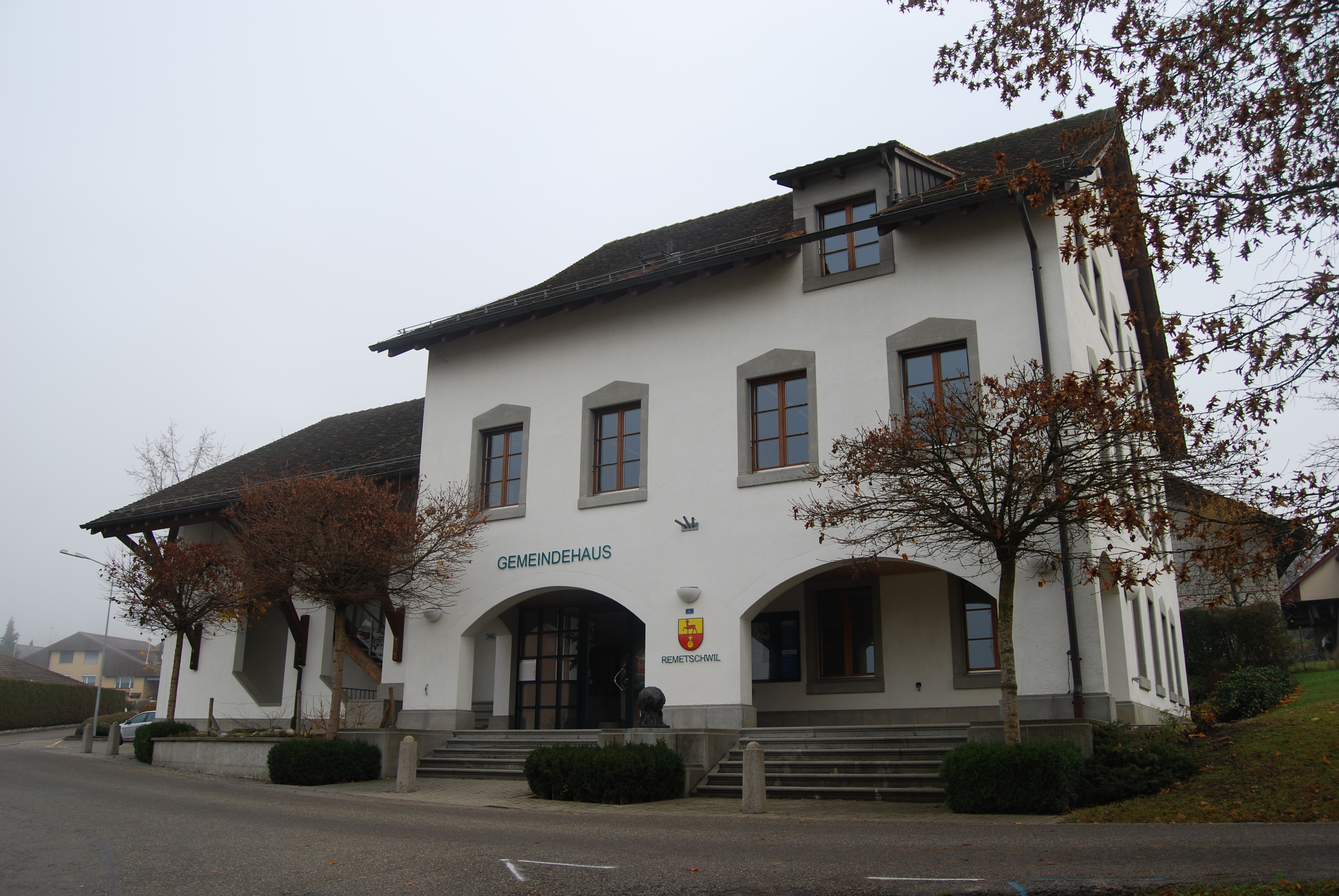
Gemeindehaus

Die Versammlung der Stimmberechtigten, die Gemeindeversammlung, übt die Legislativgewalt aus. Ausführende Behörde ist der fünfköpfige Gemeinderat. Er wird im Majorzverfahren vom Volk gewählt, seine Amtsdauer beträgt vier Jahre. Der Gemeinderat führt und repräsentiert die Gemeinde. Dazu vollzieht er die Beschlüsse der Gemeindeversammlung und die Aufgaben, die ihm vom Kanton zugeteilt wurden. Für Rechtsstreitigkeiten ist in erster Instanz das Bezirksgericht Baden zuständig. Remetschwil gehört zum Friedensrichterkreis V (Mellingen).

## Wirtschaft
In Remetschwil gibt es gemäss der im Jahr 2015 erhobenen Statistik der Unternehmensstruktur (STATENT) rund 500 Arbeitsplätze, davon 11 % in der Landwirtschaft, 35 % in der Industrie und 54 % im Dienstleistungsbereich. Die meisten Unternehmen sind in der Gewerbezone von Busslingen angesiedelt, wobei das Baugewerbe die grösste Bedeutung hat. Die meisten Erwerbstätigen sind Wegpendler und arbeiten mehrheitlich in der Agglomeration Baden.

## Verkehr
Remetschwil liegt an der Kantonsstrasse 282 zwischen Baden und der Mutschellen-Passhöhe, Busslingen an der Kantonsstrasse 281 nach Bremgarten. Es gibt keine direkte Strassenverbindung zwischen Remetschwil und Busslingen, beide Ortsteile sind nur mit einem Umweg über Oberrohrdorf erreichbar. Der Anschluss Baden-West der Autobahn A1 ist nur wenige Kilometer entfernt.
Durch Remetschwil führt die Postautolinie vom Bahnhof Baden nach Berikon-Widen (Haltestelle der Bremgarten-Dietikon-Bahn). Busslingen wird durch die Postautolinie Baden–Stetten–Bremgarten erschlossen. Zwischen Remetschwil und Busslingen gibt es keine direkte Verbindung, Busfahrgäste müssen in Niederrohrdorf umsteigen. Während der Hauptverkehrszeit gibt es eine weitere Postautolinie vom Bahnhof Mellingen Heitersberg (Anschluss an die S-Bahn Zürich) über Remetschwil nach Widen. Ferner verkehrt ein Schnellbus der Gesellschaft Limmat Bus zum Bahnhof Zürich Enge. An Wochenenden verkehrt ein Nachtbus von Baden nach Berikon-Widen.

## Bildung
Die Gemeinde verfügt über einen Kindergarten und ein Schulhaus, in dem die Primarschule unterrichtet wird. Die Realschule, die Sekundarschule und die Bezirksschule können in Niederrohrdorf besucht werden. Die nächstgelegenen Gymnasien sind die Kantonsschule Baden und die Kantonsschule Wettingen.
Die erste Schule am Rohrdorferberg existierte ab der zweiten Hälfte des 17. Jahrhunderts in Oberrohrdorf; dabei handelte es sich um eine «Winterschule», die nur das Notwendigste an Bildung vermittelte. Nach der Einführung der allgemeinen Schulpflicht im Jahr 1805 wurde das Angebot allmählich ausgebaut. Die Kinder gingen zunächst weiterhin in Oberrohrdorf zur Schule, bis Remetschwil 1830 ein eigenes Schulgebäude baute. Dieses erhielt 1910 einen Anbau und wird heute noch verwendet.

## Persönlichkeiten
- Hans G. Conrad (1926–2003), Fotograf und Designer
- Konstantin Karl Falkenstein (1801–1855), Historiker und Schriftsteller
- Emil Gsell (1899–1973), Professor für Wirtschaftswissenschaften